# Petar Metličić
Petar Metličić, född 25 december 1976 i Split, SFR Jugoslavien, är en kroatisk tidigare handbollsspelare (högernia).  Han spelade 175 landskamper och gjorde 471 mål för Kroatiens landslag från 1997 till 2009.

## Klubbar
- RK Split (–1998)
- RK Metković (1998–2002)
- CB Ademar León (2002–2005)
- BM Ciudad Real (2005–2010)
- RK Celje (2010–2012)
- Montpellier HB (2012–2013)

## Meriter i urval

### Klubblag
- Champions League-mästare tre gånger (2006, 2008 och 2009) med BM Ciudad Real
- Cupvinnarcupmästare 2005 med CB Ademar León
- EHF-cupmästare 2000 med RK Metković
- Spansk mästare fyra gånger (2007, 2008, 2009 och 2010) med BM Ciudad Real

### Landslag
- VM 2003 i Portugal:  Guld
- EM 2004 i Slovenien: 4:a
- OS 2004 i Aten:  Guld
- VM 2005 i Tunisien:  Silver
- EM 2006 i Schweiz: 4:a
- EM 2008 i Norge:  Silver
- OS 2008 i Peking: 4:a